# ATP-toernooi van Cagliari
Het ATP-toernooi van Cagliari is een tennistoernooi voor mannen dat voor het eerst in 2020 op de ATP-kalender staat. Het is een van de toernooien die in het leven werden geroepen ter compensatie van de annulering van verschillende tennistoernooien door de coronapandemie in 2020.

## Finales

### Enkelspel
| Jaar | Winnaar        | Finalist         | Score            |
| ---- | -------------- | ---------------- | ---------------- |
| 2021 | Lorenzo Sonego | Laslo Djere      | 2-6, 7-6(5), 6-4 |
| 2020 | Laslo Djere    | Marco Cecchinato | 7-6(3), 7-5      |

### Dubbelspel
| Jaar | Winnaars                        | Finalisten                                | Score    |
| ---- | ------------------------------- | ----------------------------------------- | -------- |
| 2021 | Lorenzo Sonego Andrea Vavassori | Simone Bolelli Andrés Molteni             | 6-3, 6-4 |
| 2020 | Marcus Daniell Philipp Oswald   | Juan Sebastián Cabal Robert Farah Maksoud | 6-3, 6-4 |

ITF-toernooien (mannen en vrouwen)

ATP-toernooien (mannen) – ATP-seizoen 2025

WTA-toernooien (vrouwen) – WTA-seizoen 2025

Voormalige toernooien mannen
Voormalige toernooien vrouwen
Voormalige amateurtoernooien